# Stary cmentarz żydowski w Jabłonce Kościelnej
Stary cmentarz żydowski w Jabłonce Kościelnej – kirkut służący niegdyś żydowskiej społeczności Jabłonki Kościelnej. Nie wiadomo dokładnie kiedy powstał, być może w XVIII wieku. Został zniszczony podczas wojny i nie zachowały się z niego żadne macewy. Obecnie w tym miejscu znajduje się pole uprawne.